# El río y la muerte
El río y la muerte és una pel·lícula mexicana del director Luis Buñuel, basada en la novel·la de Miguel Álvarez Acosta Muro blanco en roca negra.

## Argument
Dues famílies viuen enfrontades en un violent poble mexicà. Quan una persona és assassinada, la societat permet a l'assassí conservar la vida en solitud si aconsegueix travessar el riu. Gerardo, jove metge que pertany a una de les famílies enfrontades, torna al seu poble després d'una sèrie de morts i decideix dur a terme la seva venjança.

## Premis

### Premis Ariel del cinema mexicà
- 1956
  - Ariel de plata a la millor banda sonora: Raúl Lavista.
  - Nominada a l'Ariel de plata a la millor fotografia: Raúl Martínez Solares.
  - Nominada a l'Ariel de plata al millor so: José de Pérez.